# Rachunkowość zrównoważona
Rachunkowość zrównoważona (ang. „sustainability accounting”), inaczej rachunkowość w rozwoju zrównoważonym lub rachunkowość rozwoju zrównoważonego.

## Termin „rachunkowość zrównoważona”
Termin „rachunkowość zrównoważona” wprowadza praca habilitacyjna pt. „Rachunkowość zrównoważona w ujęciu kognitywno-teoretycznym”, oznaczając rachunkowość w koncepcji rozwoju zrównoważonego, czyli rachunkowość ukierunkowaną na realizację zasad rozwoju zrównoważonego. Przyjęcie przymiotnika „zrównoważona” po rzeczowniku „rachunkowość” pozwala podkreślić charakter terminu jako nazwy własnej, a nie określenia przymiotnikowego rachunkowości jako antonimu niezrównoważonej rachunkowości.
Termin „rachunkowość zrównoważona” przedsiębiorstwa służy wskazaniu potrzeby całościowego postrzegania znaczenia rachunkowości – rachunkowości ukierunkowanej na realizację zasad rozwoju zrównoważonego przedsiębiorstwa, o rozszerzonym zakresie przedmiotowym względem jej konwencjonalnego ujęcia.
Znaczenie rachunkowości zrównoważonej należy postrzegać z perspektywy systematycznego rozszerzenia przedmiotu rachunkowości na potrzeby sprawozdawczości zewnętrznej, jak i potrzeby zarządcze przedsiębiorstwa. Obejmuje ona zatem rachunkowość konwencjonalną oraz rachunkowość aspektów oddziaływania społecznego i aspektów środowiskowych, które synergicznie wspierają przeprowadzenie rozrachunku z pełnej odpowiedzialności dotyczącej wpływu przedsiębiorstwa na otoczenie, pozwalając ocenić realizację zasad rozwoju zrównoważonego.

## Cel rachunkowości zrównoważonej
Celem rachunkowości zrównoważonej jest włączenie aspektów środowiskowych i społecznych w obszar przedmiotowy rachunkowości tak, aby był możliwy pomiar operacji gospodarczych w relacjach między działalnością gospodarczą a środowiskiem przyrodniczym i społeczeństwem. Podstawową ideą rachunkowości zrównoważonej jest zatem integrowanie wyników gospodarczych ze społeczno-środowiskowymi działalności przedsiębiorstwa zrównoważonego.

## Zarządcza rachunkowość zrównoważona
Zarządcza rachunkowość zrównoważona:
1) stanowi narzędzie strategicznego zarządzania przedsiębiorstwem zrównoważonym, które poprzez pomiar wyników służy do oceny stopnia realizacji zasad rozwoju zrównoważonego jako podstawy rozrachunku z odpowiedzialności ekonomicznej, społecznej i środowiskowej przedsiębiorstwa, a także do komunikowania wyników tej realizacji poprzez wielowymiarową prezentację wyników realizacji działań o charakterze operacyjnym i strategicznym wspierającą zarządzanie przedsiębiorstwem;
2) legitymizuje działania zarządcze realizujące strategię odpowiedzialności społecznej danego przedsiębiorstwa.
Rachunkowość zrównoważona może stanowić jeden z instrumentów accountability, który poprzez pomiar wyników dokonań przedsiębiorstwa wspiera rozrachunek z jego odpowiedzialności wobec interesariuszy zewnętrznych i wewnętrznych. Rachunkowość może bowiem integrować różne poziomy accountability poprzez sprzężenie wyników pomiaru ekonomicznego różnych osiągnięć związanych z realizacją zasad rozwoju zrównoważonego.

## Znaczenie rachunkowości zrównoważonej
Na przyszły rozwój rachunkowości zrównoważonej wpłynie opracowywana obecnie Dyrektywa w sprawie sprawozdawczości przedsiębiorstw w zakresie zrównoważonego rozwoju (Corporate Sustainability Reporting Directive, CSRD), gdyż sprawozdawczość ESG zgodnie z zasadami dyrektywy CSRD będzie obowiązkowa w ramach taksonomii UE.

## Rachunkowość zrównoważona w świetle teorii rachunkowości
Założenia normatywnych teorii rachunkowości i pozytywnych teorii rachunkowości pozwalają na interpretację rozwoju rachunkowości zrównoważonej (szerzej: "Rachunkowość zrównoważona w ujęciu kognitywno-teoretycznym" 2019, Wydawnictwo UEP. 